# 拉戈阿 (亞速爾群島)

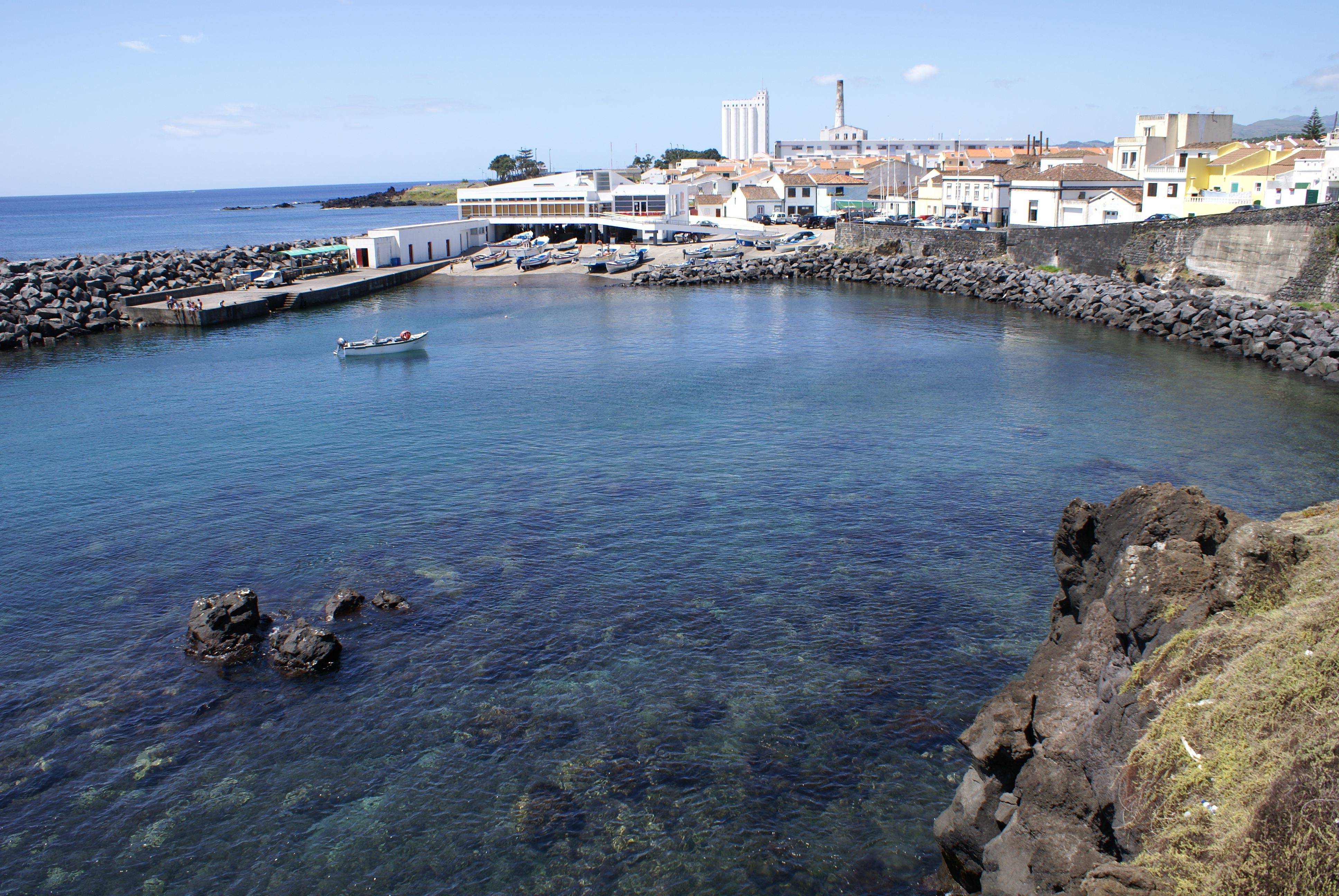

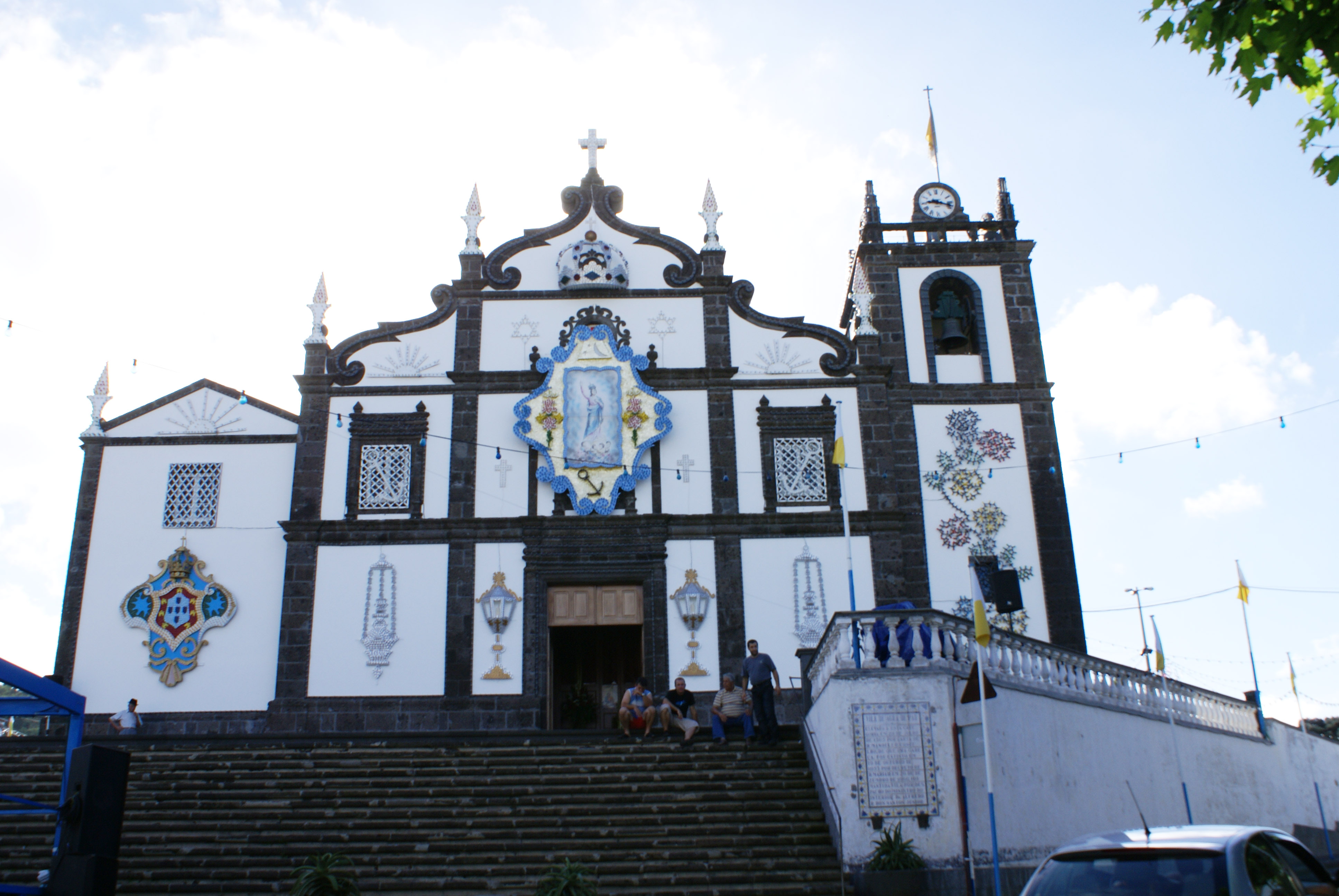

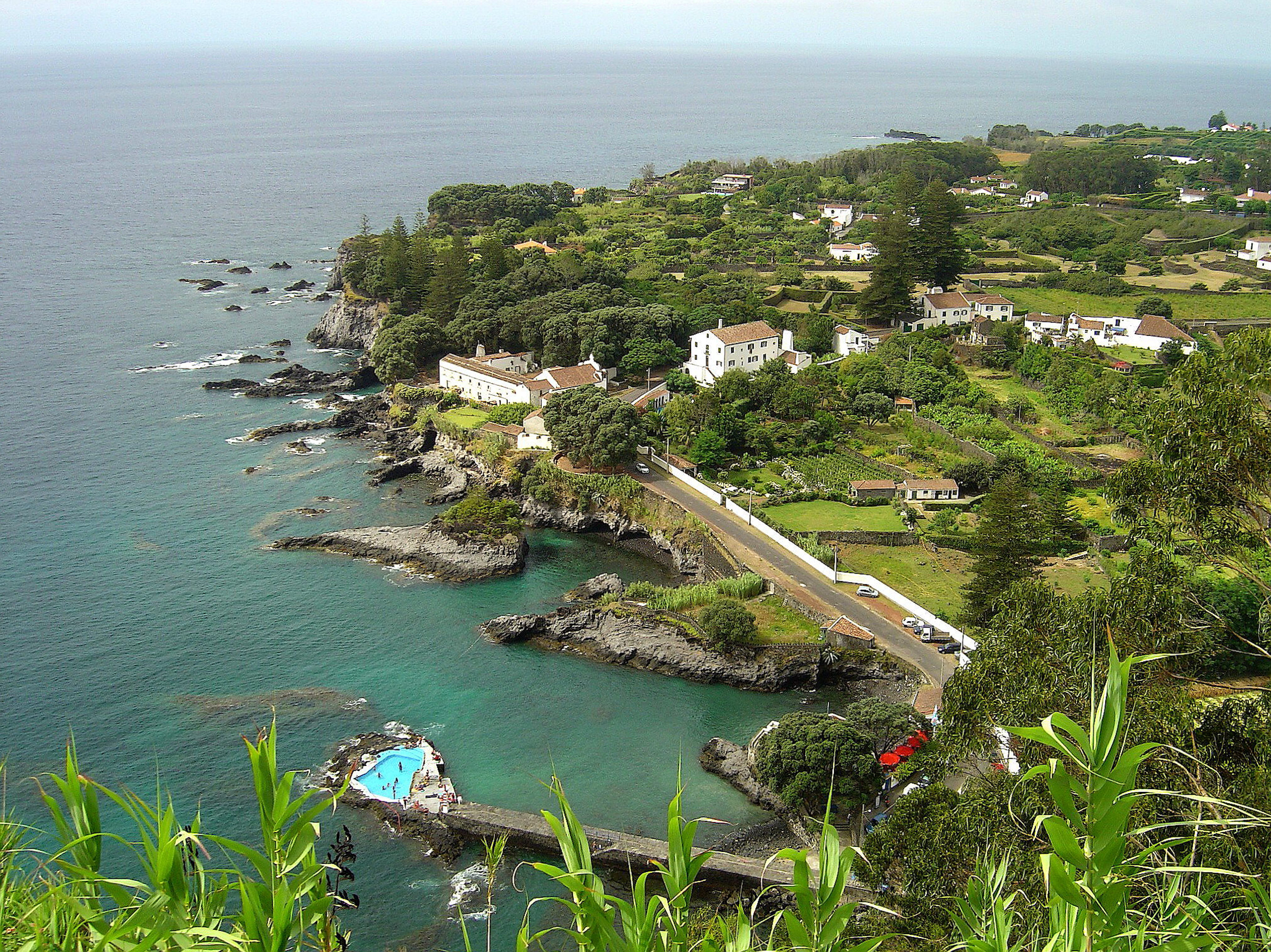

37°44′55″N 25°32′25″W / 37.74861°N 25.54028°W
拉戈阿（葡萄牙語：Lagoa，葡萄牙語發音：[lɐˈɣo.ɐ] ⓘ）是葡萄牙的市镇，位於亞速爾群島的聖米格爾島，始建於1522年，面積45.57平方公里，海拔高度203米，2011年人口14,416，人口密度每平方公里316.35人。